# Revolta de Creta de 1897-1898

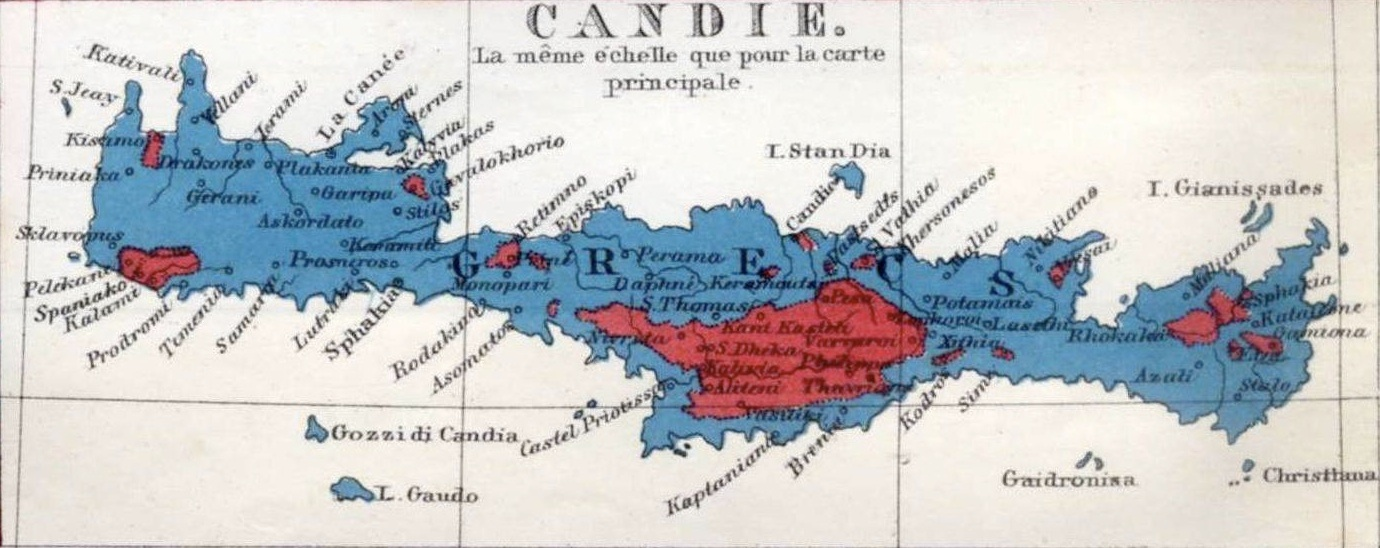
Mapa que mostra a divisão étnica da ilha de Creta (Candia) por volta de 1861; turcos estão em vermelho, e gregos em azul

A revolta cretense de 1897-1898 foi um levante da população de Creta contra a ocupação otomana da ilha. Esta rebelião é parte de um grande movimento à vontade da independência da população cretense do Império Otomano que dominava a ilha desde meados do século XVII.
Este conflito foi marcado pelo fim da ocupação otomana da ilha e do estabelecimento de um Creta independente sob a autoridade do príncipe Jorge da Grécia.

## História
Em 1895, o massacre dos armênios na Anatólia chocou a opinião pública internacional e forçou as grandes potências interessadas no destino da ilha de Creta. Para mostrar sua boa vontade, a Sublime Porta substituiu o governador turco da ilha de Creta por um cristão, Alexandros Karatheodoris. Os turcos cretenses, que se opõem a esta nomeação, perpetuam massacres aos cristãos para forçar Karatheodoris a demitir-se. Em reação, foi constituída uma assembleia revolucionária com o apoio do Consulado Geral da Grécia.
A tensão aumentou com os atos de violência perpetrados pelos turcos cretenses. Em 11 de maio de 1896, foram massacrados vários greco-cretenses em Chania e arredores. Incidentes semelhantes ocorreram em Heraklion. Estes acontecimentos levaram as potências a intervenção e aumentar a sua pressão sob Istambul para que o governo otomano realizasse novas concessões. Em Chania, os cônsules das grandes potências proporcionaram uma Constituição aos representantes cristãos de Creta. Os pontos principais foram: a) a nomeação pelo sultão, com o consentimento das grandes potências, de um governador cristão por um período de cinco anos; b) o número de postos de trabalho reservados para os cristãos deveriam ser o dobro dos reservados aos muçulmanos; c) A polícia de Creta deveria ser reorganizada e liderada por oficiais europeus, e d) garantir a independência económica e judicial integral para a ilha, que seria garantida pelas grandes potências.

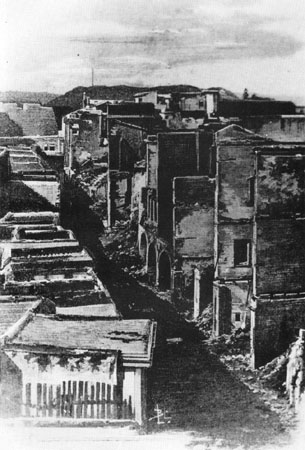
Vista de Chania em 1897 após o incêndio da cidade pelos turcos

A situação relaxou por um tempo, mas a tensão foi reavivada quando o Império Otomano demorou para aplicar a Constituição. Em meados de janeiro de 1897, os massacres aos greco-cretenses foram retomados; em Chania, foi incendiada a residência do bispo, bem como bairros cristãos.
Estes novos massacres perpetrados por muçulmanos provocaram a intervenção da Grécia, que invadiu a ilha, a ocupou e proclamou a anexação ao seu território em 1 de fevereiro de 1897. O Império Otomano pediu a intervenção das potências européias. França, Reino Unido, Itália, Rússia, Áustria-Hungria e Alemanha enviaram navios de guerra e soldados para Chania, Heraklion, Rethymnon e Sitia. As potências não reconhecem a união de Creta a Grécia, dirigiram um ultimato para esta última para retirar as suas tropas, e propuseram autonomia para a ilha em 17 de fevereiro de 1897. A Grécia rejeitou essa possibilidade, como a ideia de um principado.
Em abril, estourou a guerra entre a Grécia e o Império Otomano, que obrigou os gregos a retirar as suas tropas de Creta para uso no continente. Os gregos, derrotados pelo exército turco, treinados pela Alemanha solicitaram a intervenção das potências. Assim se extinguia temporariamente em Creta a possibilidade de uma união com a Grécia e os líderes de Creta tiveram de aceitar a autonomia.
Creta permaneceu sob a soberania do Império Otomano. A Alemanha e a Áustria-Hungria retiraram suas tropas e por causa de seu crescente interesse pela Turquia, deixaram a "Questão de Creta". Grã-Bretanha, França, Rússia e Itália mantiveram as suas tropas, a fim de restaurar a ordem e introduzir reformas. Estes quatro países dividiram a ilha em quatro partes, administrados separadamente, enquanto a capital, Chania, foi administrada de maneira conjunta. Esta administração, liderada por um conselho de almirantes foi reconhecida pela Assembleia de Creta. Em 26 de novembro de 1898, as potências propuseram para governador da ilha o Príncipe Jorge da Grécia, filho do rei helénico.

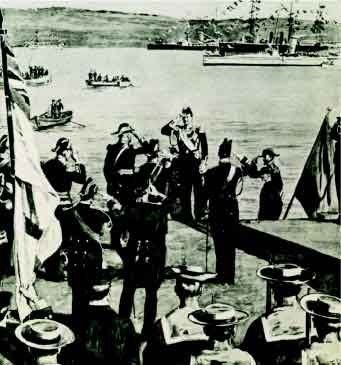
Chegada do príncipe George da Grécia Suda, em 9 de dezembro de 1898

Um conselho executivo, que incluía Elefthérios Venizélos, foi o responsável pela administração da ilha até a chegada do príncipe. Este conselho testemunhou o último acontecimento trágico da presença otomana. Em 25 de agosto de 1898, uma revolta turca resultou em um massacre de centenas de cristãos, 17 soldados britânicos e do cônsul britânico na ilha de Creta. Os soldados otomanos foram obrigados a sair da ilha: o último deles deixou Creta em 2 de novembro de 1898. O Príncipe George chegou em 9 de Dezembro, e imediatamente as potências levantaram um bloqueio sobre Creta, deixando apenas a alguns contingentes militares na ilha. A partir dessa data, numerosos turco-cretenses fugiram de suas casas: o censo de 1900 estimou a população muçulmana em 1/9 da população total, contra um terço em 1881.
O governo do Príncipe George elaborou uma Constituição, a primeira da ilha. Foram realizadas eleições, que designaram os deputados para 138 cristãos e 50 muçulmanos. De 1898 a 1904, Creta desfrutou de um período de paz, mesmo quando havia opiniões divergentes em sua população sobre o destino a ser seguido pela ilha.